# 刘斌 (1971年)
刘斌（1971年11月—），男，汉族，研究生学历、管理学博士学位，中共党员。现任国家外汇管理局党组成员、副局长。曾任国家外汇管理局资本项目管理司处长、副司长，经常项目管理司司长，国家外汇管理局总会计师。